# Philosophische Briefe

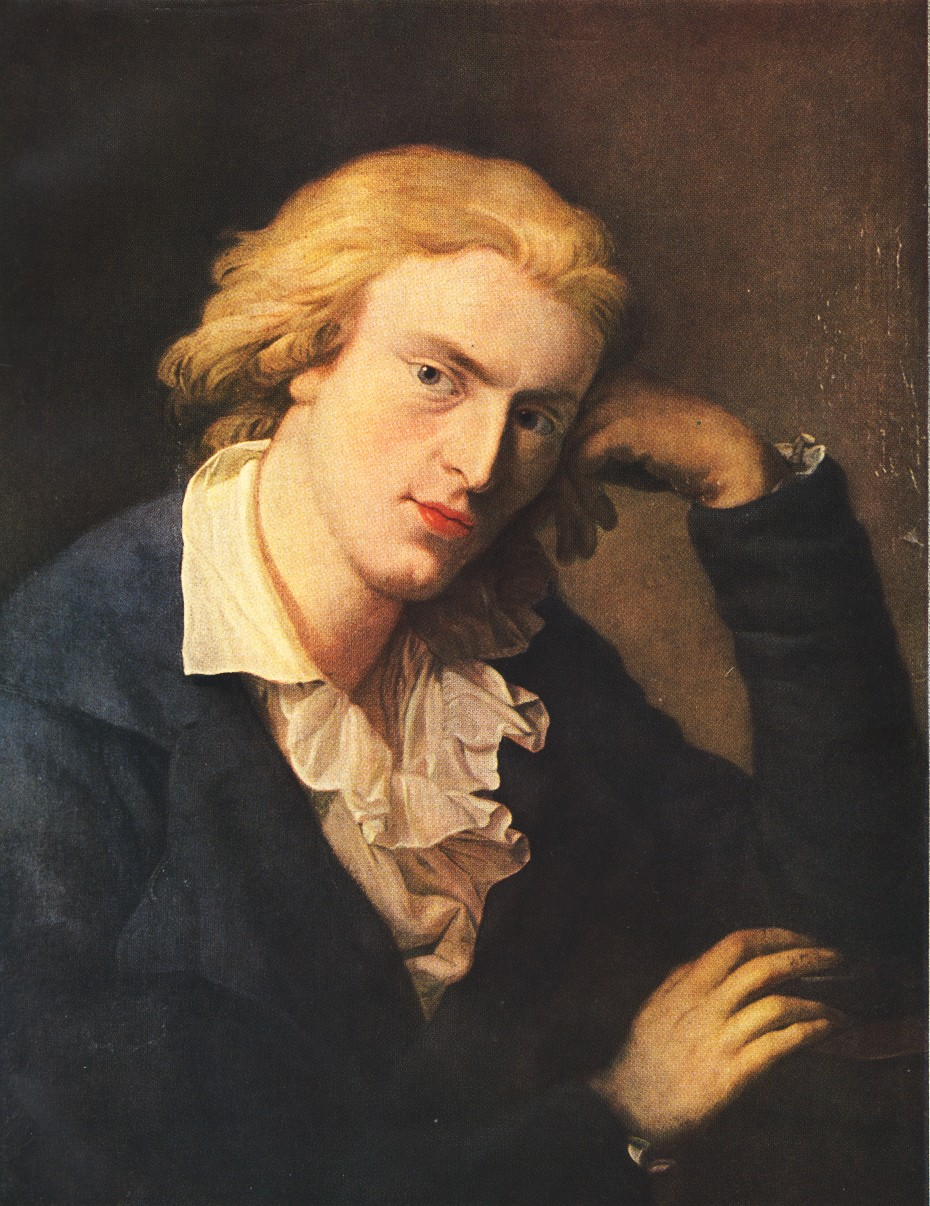
Schiller-Porträt von Anton Graff (1786–1791)

Philosophische Briefe ist der Titel einer Reihe fiktiver Briefe von Friedrich Schiller (1786) und Christian Gottfried Körner (1789), in denen der Aufklärer Raphael den jungen Julius von seiner theosophisch-kosmologischen Schwärmerei zu heilen versucht.

## Inhalt
Im Zentrum des von Schiller verfassten und 1786 im 3. Thaliaheft erschienenen Teils steht Julius, der sich durch Raphaels Belehrungen von seiner Theosophie entfernt hat, aber dadurch in eine existenzielle Krise geraten ist.

### Vorerinnerung
Der Herausgeber ordnet die Briefe in die Epoche der Vernunft ein: Nachdem die „Unwissenheit einer halben Aufklärung Platz zu machen anfängt und nur wenige da stehenbleiben wollen, wo der Zufall der Geburt sie hingeworfen“, soll nun mit dem Briefwechsel der Versuch einer Korrektur der einseitigen Verstandesorientierung, die das vom Kopf gesteuerte Herz vernachlässigte, unternommen werden. „Skeptizismus und Freidenkerei [seien] die Fieberparoxysmen des menschlichen Geistes und [müssten] durch eben die unnatürliche Erschütterung, die sie in gut organisierten Seelen verursachen, zuletzt die Gesundheit befestigen helfen. Je blendender, je verführender der Irrtum, desto mehr Triumph für die Wahrheit, je quälender der Zweifel, desto größer die Aufforderung zur Überzeugung und fester Gewißheit.“

### Julius an Raphael. Im Oktober
Nach Raphaels Abreise fühlt sich Julius einsam, durch die Herbststimmung noch gesteigert, und gedenkt der glücklichen Zeit, als sie „im schwarzen Heiligtum der Buchen […] das kühne Ideal [ihrer] Freundschaft [ersannen]“. Er ruft den „[g]efährliche[n] große[n] Mensch[en] zurück“, damit nicht dessen „zarte Pflanzungen […] dahin [sei]“. Dessen „angefangenes Werk“ sei noch „so ferne von seiner Vollendung“: „Die Grundpfeiler Deiner stolzen Weisheit wanken in meinem Gehirne und Herzen, alle die prächtigen Paläste, die du bautest, stürzen ein“. Jetzt ohne die Hilfe des Freundes sehnt er sich wieder an die Zeit der unmündigen Kindheit, die ihm als „[s]elige paradiesische Zeit erscheint“, als er mit „verbundenen Augen durch Leben taumelte wie ein Trunkener“, Tag für Tag, ohne Planung des nächsten, beschränkt und behütet durch die „Grenzen [s]eines väterlichen Horizonts“: „Ich empfand und war glücklich. Raphael hat mich denken gelehrt, und ich bin auf dem Wege, meine Erschaffung zu beweinen“. Er sieht nun die Verluste der Aufklärung: „Du hast mir den Glauben gestohlen, der mir Frieden gab. Du hast mich verachten gelehrt, wo ich anbetete. Tausend Dinge waren mir so ehrwürdig, ehe Deine traurige Weisheit sie mir entkleidete“: „begeisterte Andacht […] mächtiges Wunderwerk der Religion […] die Hoffnung des Himmels über die Schröcknisse der Vernichtung […] den frischen Lichtstrahl der Freude im gebrochenen Auge des Sterbenden […] göttlich muß die Lehre sein.“ Raphael hat ihm durch seine Botschaft „[g]laube niemand als Deiner eigenen Vernunft […] Es gibt nichts Heiliges als die Wahrheit“ seine religiöse Begeisterung genommen und ihn desillusioniert. Seine „Glückseligkeit ist von jetzt an dem harmonischen Takt [s]eines Sensoriums anvertraut“ und er hat nun Angst, dass ihn seine Wahrnehmung und sein Bewusstsein täuschen und nicht zur Wahrheit führen könnten.

### Julius an Raphael
Julius beschreibt die Erfahrung der Befreiung aus alten Banden der Bevormundung durch die Vernunft als einzigen Maßstab und das damit verbundene Glücksgefühl. Aber diese Freiheit des Denkens wird eingeschränkt durch Gedanken des Materialismus an den „sterblichen Körper“ mit seinen eigenen Bedürfnissen. Der Mensch erfährt sich als Doppelwesen: „zwo unumschränkte Begierden sind seinem kleinen Herzen zu groß […] Wie groß der Abstand zwischen seinen Ansprüchen und ihrer Erfüllung.“ Julius erkennt nun „[d]ie Vernunft ist eine Fackel in einem Kerker“ und wünscht sich zurück in die Geborgenheit der kindlichen Unmündigkeit, die nichts von der Fackel weiß. Er macht dem Freund den Vorwurf: „Wenn Du keinen Schlüssel zum Himmel hattest, warum mußtest du mich der Erde entführen? “ und fordert von ihm seine Seele zurück, denn er sei unglücklich. Julius schlussfolgert. „Wenn an das Gute,\ Das ich zu tun vermeine, allzu nah\ Was gar zu Schlimmes grenzt, so tu ich lieber\ Das Gute nicht“.

### Raphael an Julius
Raphael reagiert in seinem Brief auf die von ihm erwartete Krise seines Freundes und versucht Julius zu beruhigen, indem er seinen Zustand mit einer Krankheit vergleicht, von der er nur allein durch eigene Kraft genesen kann. Er verteidigt seine harte Pädagogik des Zweifels damit, dass er eine in dem Jüngling schlummernde Krisis nur beschleunigt hat, um ihn aus einem „süßen Träume“ zu erwecken und ihn rechtzeitig abzuhärten. In Julius’ „voller Jugendkraft“ sei diese Phase am besten zu bewältigen. Jetzt könne er den „großen Kampf“ am besten „bestehen, wovon die erhabene Ruhe der Überzeugung der Preis [sei]“. Raphael diagnostiziert: „Du warst gut aus Instinkt, aus unentweihter sittlicher Grazie. Ich hatte nichts zu fürchten für Deine Moralität, wenn ein Gebäude einstürzte, auf welchem sie nicht gegründet war.“ Er nennt ihn „Undankbarer“, weil er die Vernunft „schmähe“ und vergesse, was sie ihm bereits für Freuden geschenkt habe: „Die Stufe, worauf Du standest, war Deiner nicht wert. Der Weg, auf dem du emporklimmest, bot dir Ersatz für alles, was ich Dir raubte. […] Jene Wärme, mit der Du die Wahrheit auffaßtest, hat deine alles verschlingende Phantasie vielleicht an Abgründe geführt, wovor du erschrocken zurückschauderst.“ Raphael bittet den Freund, ihm seine Reflexionen zuzusenden, um seine Situation besser analysieren zu können.

### Julius an Raphael
Julius schickt Raphael eine Schrift aus seiner idealistischen theosophischen Phase, mit der er sich aber jetzt, nach dem „kühne[n] Angriff des Materialismus“ nicht mehr identifizieren kann, wodurch sein Gefühl der Entwurzelung verstärkt wird. Er hofft darauf, dass der Freund nach dem Lesen des Fragments „den erstorbenen Funken [s]eines Enthusiasmus wieder aufflammen“ lassen kann, um ihn „wieder auszusöhnen mit [s]einem Genius“.

### Theosophie des Julius

#### Die Welt und das denkende Wesen
Im ersten Abschnitt erklärt Julius, dass der Mensch die Gesetze der göttliche beseelten und vielfältig vernetzten Natur erkennen kann, da er als Abbild des „vernünftig empfindenden Wesens“ zwar unvollkommen, aber im Prinzip mit ihm verwandt und deshalb ähnlich beschaffen ist.
Er beginnt mit der These von der „Allgegenwart Gottes“: „Das Universum ist ein Gedanke Gottes“ und die Elemente sind Chiffren. Deshalb vermag der Mensch, als Teil davon und als ähnlich denkendes Wesen, in den einzelnen Phänomenen das Gesetz, die Regel in der Maschine, die Einheit in der Zusammensetzung aufzusuchen und in einem rückwärts führenden Weg, vom Besonderen zum Allgemeinen, zum Grundriss der Schöpfung zu gelangen. Dieser wird bestimmt durch „Harmonie, Wahrheit, Ordnung, Schönheit, Vortrefflichkeit“. Durch „das Instrument der Natur, durch die Weltgeschichte“ kann sich der Mensch als „Künstler, Dichter […] abstrakte[r] Denker“ mit dem Unendlichen besprechen. Die Wiedergeburt der Pflanzen im Frühling sind Zeichen des Weiterlebens nach dem Tod.

#### Idee
Am Anfang steht die Aussage: „Alle Geister werden angezogen von Vollkommenheit“ und streben nach der „höchsten freien Äußerung ihrer Kräfte“, nach der Ausdehnung ihrer Tätigkeiten und nach Aneignung sie bereichernder Eigenschaften durch „Anschauung des Schönen, des Wahren, des Vortrefflichen“, nur die Allmacht ist dem Schöpfer vorbehalten. Schon durch die Wahrnehmung oder Bewunderung wird der Mensch geistiger Teilhaber des empfundenen Objekts, d. h. „Eigentümer einer Tugend, Urheber einer Handlung, Erfinder einer Wahrheit, Inhaber einer Glückseligkeit“, und wird befähigt, „ein Gleiches zu tun“ und in seine Umgebung zu verbreiten und Nachfolger zu finden, also eine Kettenreaktion auszulösen. Die Vorstellung einer zuerst fremden Vollkommenheit und unser Wohlgefallen daran entfaltet sich schließlich zu einem „Bewußtsein eigner Veredelung, eigner Bereicherung“. So entsteht eine Rückkoppelung zwischen der Begierde nach fremder, z. B. Wohlwollen und Liebe, und eigner Glückseligkeit.

#### Liebe
In diesem Abschnitt schildert Julius „das schönste Phänomen in der beseelten Schöpfung“, das den „Tausch der Persönlichkeit, eine Verwechslung der Wesen“ bewirke und den Gegensatz zu Egoismus und Menschenhass bilde: „Wenn jeder Mensch alle Menschen liebte, so besäße jeder einzelne die Welt.“ In diesem Zusammenhang feiert er die seelische Verbindung mit seinem Freund Raphael in dem Gedicht „Die Freundschaft“: „Wars nicht dies allmächtige Getriebe, das zum ewigen Jubelbund der Liebe unsre Herzen aneinanderzwang?“ Dieser Lehre widerspreche die „Philosophie unserer Zeiten“, die „diesen himmlischen Trieb aus der menschlichen Seele hinweg[spotte]“ und „ihre eigene Beschränkung zum Maßstab des Schöpfers“ mache: „Entartete Sklaven, die unter dem Klang ihrer Ketten die Freiheit verschreien.“ Julius schließt mit dem Bekenntnis: „[I]ch glaube an die Wirklichkeit einer uneigennützigen Liebe. […] Ein Geist, der sich allein liebt, ist ein schwimmender Atom im unermeßlich leeren Raume.“

#### Aufopferung
Julius untersucht die Frage, ob man von einer Veredelung der menschlichen Seele sprechen kann, wenn man für die Glückseligkeit eines anderen sein eigenes Leben mit der Aussicht auf ein ewiges Leben opfert. Dies sei zwar die edelste Stufe des Egoismus, aber eine Aufopferung für ein hohes Ideal, wie die Verkündigung der Wahrheit für zukünftige Jahrhunderte, müsse voraussetzungslos, unbedingt, ohne Hoffnung auf Belohnung geschehen: „Das Menschengeschlecht, das er sich denket, ist er selbst. Es ist ein Körper, in welchem sein Leben, vergessen und entbehrlich, wie ein Blutstropfe schwimmt – wie schnell wird er ihn für seine Gesundheit versprützen!“

#### Gott
Julius beginnt mit der These: „Alle Vollkommenheiten im Universum sind vereinigt in Gott. Gott und Natur sind zwo Größen, die sich vollkommen gleich sind. […] die Natur ist ein unendlich geteilter Gott.“ Könnte man diese Teile zusammenfassen, gelange man zu Gott. Die Liebe sei, wie er im Gedicht veranschaulicht, „die Leiter, worauf wir emporklimmen zu Gottähnlichkeit.“ Das zweite Gedicht „Der Triumph der Liebe“ ist das „Glaubensbekenntnis [s]einer Vernunft, ein[-] flüchtige[r] Umriß [s]einer unternommenen Schöpfung“: „Weisheit mit dem Sonnenblick, große Göttin, tritt zurück, weiche vor der Liebe.“
Im letzten Teil seines Briefes kommentiert Julius seinen Entwurf einer Theosophie. Vielleicht sei sein Gedankengebäude „ein bestandloses Traumbild“, vielleicht gebe es diese Welt „nirgends als im Gehirne“. Aber es könne doch möglich sein, dass seine Resultate zuträfen, denn „[u]nser ganzes Wissen läuft endlich, wie alle Weltweisen übereinkommen, auf eine konventionelle Täuschung hinaus, mit welcher jedoch die strenge Wahrheit bestehen kann. […] Weder Gott, noch die menschliche Seele, noch die Welt sind das wirklich, was wir davon halten. […] Aber die Kraft der Seele ist eigentümlich, notwendig und immer sich selbst gleich: das Willkürliche der Materialien, woran sie sich äußert, ändert nichts an den ewigen Gesetzen.“ Die menschliche Vernunft macht den Fehler, „wenn sie das Unsinnliche mit Hülfe des Sinnlichen ausmißt und die Mathematik ihrer Schlüsse auf die verborgene Physik des Übermenschlichen anwendet. […] Die Wirklichkeit schränkt sich nicht auf das absolut Notwendige ein. […] Im unendlichen Risse der Natur durfte keine Tätigkeit ausbleiben, zur allgemeinen Glückseligkeit kein Grad des Genusses fehlen.“

### Raphael an Julius
In der von Körner 1789 verfassten Erwiderung erklärt Raphael seine Aufklärungspädagogik. Julius’ Theosophie ist für ihn ein System der Jünglingsjahre, das durch die Verbindung von „Kopf und Herz“ für die damaligen „Bedürfnisse [s]eines Herzens geschaffen war“ und „tiefe Wurzeln“ in ihm geschlagen habe. Es entspricht dem „Ziel frühester Bildung“, der „Unterjochung des Geistes […] unter die Herrschaft der Meinungen“. So war bei ihm wie in der Menschheitsgeschichte der natürliche erste Gegenstand des Forschungsgeistes das Universum, und wie viele Philosophen gebrauchte er „Taschenspielerkünste“, „willkürliche“ Zusammensetzungen einzelner Bestandteile, lückenhafte „Kette[n] von Schlüssen“, „einseitige Erfahrungen, um eine Hypothese zu begründen“ und Verschweigen der „entgegengesetzten Phänomen“, um zu verschleiern, dass er die „Grenzen der menschlichen Natur“ nicht überschreiten konnte. Er warnt ihn davor, in den „Zustand der Unmündigkeit“ zurückzufallen, in dem er sogar mit seinen „Fesseln“ prangte, die er „aus freier Wahl zu tragen glaubte[-]“. Denn die „Rückkehr unter die Vormundschaft [s]einer Kindheit ist auf immer versperrt“.
Nach Raphaels Plan sollte er „zu einer höhern Freiheit des Geistes gelangen“, wo er „solcher Behelfe nicht mehr bedarf[-]. Er begann damit, Julius auf den „Wert des Selbstdenkens aufmerksam zu machen“ und ihm „Zutrauen zu [s]einen eigenen Kräften einzuflößen“. Bei diesem Prozess half allerdings [s]eine Phantasie mehr als [s]ein Scharfsinn“, denn sie verband ihn mit dem Glauben seiner Kindheit. In der nächsten Etappe muss Julius mit „gleicher Unparteilichkeit und Strenge“ andere Lehrgebäude überprüfen, bevor er zur „demütigenden Wahrheit von den Grenzen des menschlichen Wissens“ gelangen wird. Raphael möchte ihn einmal davor bewahren, „im Streben nach einem unerreichbaren Ziele [s]eine Kräfte“ zu verschwenden und ihm zweitens dabei helfen, sich in keine Resignation zu ergeben, sondern trotz der Begrenzung „den Keim höhern Begeisterung – das Bewußtsein des Adels [s]einer Seele in [ihm] zu beleben“.
Am Ende seines Briefes greift Raphael Julius’ Gedanken über den Künstler auf. Er warnt ihn davor, ein Kunstwerk mit der Schöpfung gleichzusetzen. Denn das Universum sei als „Leben und Freiheit“ in seinen Einzelteilen wie im Ganzen erhaben, aber „kein reiner Abdruck eines Ideals wie das vollendete Werk“ eines „despotisch über einen toten Stoff“ herrschenden menschlichen Künstlers, den er zur „Versinnlichung seiner Ideen gebraucht“. In diesem Zusammenhang widerspricht er Julius’ Gedanken über die Anschauung vortrefflicher Dinge und ermuntert ihn zum kreativen Handeln: „Träges Anstaunen fremder Größe kann nie ein höheres Verdienst sein. Dem edleren Menschen fehlt es weder an Stoffe zur Wirksamkeit noch an Kräften, um selbst in seiner Sphäre Schöpfer zu sein. Und dieser Beruf ist auch der deinige, Julius.“

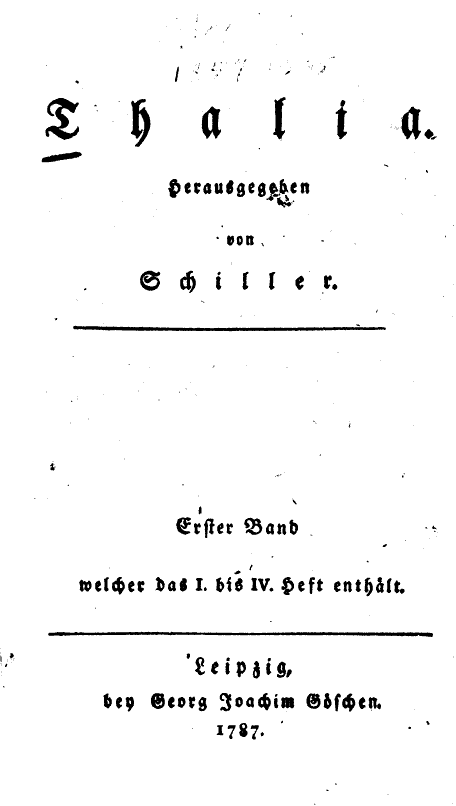
Titelblatt des ersten Bandes der Literaturzeitschrift, welcher den ersten Teil der Philosophischen Briefe (3. Heft) enthält.

## Einordnung und Interpretation
In der Forschung wird auf den biographischen Bezug der philosophischen Briefe verwiesen. Helmut Koopmann und Wolfgang Riedel
zeigen Übereinstimmungen von Julius’ Theosophie mit Abschnitten der zweiten medizinischen Dissertation Schillers und einem Brief an seinen Studienfreund und späteren Schwager Wilhelm Friedrich Hermann Reinwald aus dem Jahr 1783 auf. Christiane Krautscheid zieht Parallelen zwischen dem Briefwechsel Julius’ (= Schiller) und Raphaels (= Körner) und den Diskussionen Schillers mit seinem Freund Christian Gottfried Körner v. a. während seiner Leipziger Zeit (1785–1787). Im letzten Beitrag (1789) werde Körners Beschäftigung mit Kants und Wolffs Philosophie deutlich, auf die Schiller in einem privaten Brief reagiert. In dieser Phase entstand auch das mit den Briefen thematisch verwandte philosophische Gespräch im Roman Der Geisterseher.
Mehrere Anspielungen auf das gemeinsame Projekt gibt es in Schillers „dramatischem Scherz“ Körners Vormittag, den er zum 31. Geburtstag seines Freundes (2. Juli 1787) verfasste, z. B. eine spöttische Bemerkung über Körners schleppende Abfassung der Raphael-Briefe.

## Ausgaben
- 3. Thaliaheft, Leipzig, 1786.
- 7. Thaliaheft, Leipzig, 1789.
- Werkausgaben